# You May Not Kiss the Bride
You May Not Kiss the Bride (bra: Você Não Pode Beijar a Noiva) é um filme independente de comédia romântica estadunidense de 2011, dirigido por Rob Hedden. O filme é estrelado por Dave Annable, Katharine McPhee, Mena Suvari, Kathy Bates, e Rob Schneider.

## Resumo do filme
Após um acidente com o gato da matriarca de uma família de mafiosos croatas, Bryan (Dave Annable), um despretensioso fotógrafo de pets, é jogado em uma série de ação, aventura e romance. Em dívida com os croatas, pelo acidente com o animal de estimação, o jovem é forçado a se casar com Masha (Katharine McPhee), única filha do casal croata, que está com o visto de permanência no país prestes a vencer, sob a condição não pode tocá-la. Casados, eles vão passar a lua de mel num remoto resort tropical, enquanto o Brick (Vinnie Jones), amigo da família e braço direito do pai de Masha, apaixonado pela jovem croata, com o aval de seu pai, vai ao encontro do casal, mesmo não sendo correspondido, a fim de evitar que o casal possa se envolver.
Na noite de núpcias, Masha flagra Bryan dançando com uma garçonete do hotel, e o censura, enciumada, uma vez que desta homens mulherengos. Sentindo-se mal, Lani (Tia Carrere), a garçonete, sugere a Bryan que leve Masha para passeio romântico, numa praia escondida no meio da floresta tropical, para que possam fazer as pazes. Enquanto Bryan brinca provocando a esposa, ele dá um mergulho, arranca seu short e o atira na moça, que o esconde consigo e segue para a floresta, onde acaba sendo sequestrada. Desesperado à procura de Masha, Bryan volta ao hotel, sem saber que ela foi raptada. Em seu quarto, ele encontra Tonya (Mena Suvari), sua ex-namorada que, ainda apaixonada, o seguiu-o até o resort. Trazendo preservativos consigo, ela o ataca, tentando fazer sexo com Bryan, que resiste, preocupado com Masha. Tonya, não desistindo de seus planos, promete ajudá-lo.
Bryan recebe então, um telefonema dos sequestradores exigindo um resgate. Ele pede ajuda a Lani. Enquanto pensam no que fazer para salvar Marsha, Brick entra no quarto enquanto Lani e Tonya fogem pela varanda. Brick parte para cima de Bryan e quando encontra sobre a cama, a  camisinha deixada por Tonya, ele quebra tudo, acreditando que Bryan tinha tentado tirar a virgindade de Masha. Ele bate no jovem que escapa por pouco. Brick então liga para o pai Masha, informando-o do sequestro de sua filha, deixando a entender que Bryan está por trás de tudo. Enquanto isso, os sequestradores acabam por ser os agentes americanos da INS (imigração), vistos no início do filme.
Após contar ao pai Masha, Vadik (Ken Davitian), sobre o preservativo e suposta tentativa de Bryan fazer sexo com Masha, este, furioso, segue também para a ilha. Lani, com a ajuda de seu primo, Ernesto (Rob Schneider), segue de jeep com ele, Bryan e Tonya, para o helicóptero para tentar encontrar Masha. Mas são perseguidos por Brick que troca tiros com Ernesto, sendo os quatro heróis (Bryan, Lani, Tonya, e Ernesto), a fugirem às pressas no helicóptero do Ernesto. Depois de pousar numa vila de pescadores, Ernesto e Tonya decidem descansar e namorar, indiferentes à situação vivida por Masha e o desespero de Bryan. Irritados, Lani e Bryan seguem sozinhos, deixando os dois para trás. Tonya e Ernesto são surpreendidos pela chegada de Brick que os deixa desacordados, revelando que Brick já sabia do sequestro. Lani e Bryn se separam e seguem direções opostas. Nesse meio tempo, Masha consegue escapar do cativeiro em uma oficina de pranchas e com a ajuda do celular, encontra seu marido, que consegue fugir de Brick e roubar seu Jeep. Mas na fuga, Bryan e Masha batem o Jeep, que explode em chamas, fazendo-os seguir a fuga a pé, encontrando uma canoa na beira do rio.
Na canoa, eles conseguem escapar dos três perseguidores e chegam a uma antiga aldeia simpática e acolhedora. Depois de saborearem um grande jantar, dançarem e se divertirem, Masha e Bryan fazem sexo pela primeira vez. Na manhã seguinte, eles estão tomando o café da manhã na aldeia quando os dois agentes da imigração e Brick chegam. Eles são perseguidos até chegarem a um penhasco na beira do mar. Quando Brick está prestes a atirar em Bryan, o helicóptero de Ernesto surge, fazendo com que o criminoso se distraia. Bryan entra em luta corporal com o bandido que perde a arma. Quando Brick está prestes a lançar Bryan do penhasco, Masha atira nas costas do bandido que cai do penhasco, levando Bryan com ele. Em choque, Masha fica aterrorizada com a ideia de Bryan também ter morrido. Eis que Bryan ressurge das profundezas do mar, ileso. Salvos, eles reencontram a família de Masha. Vadik dá a sua benção para que Bryan possa continuar casado com Masha, mas ele se nega, apesar de seus sentimentos por ela. Desolada, Masha retoma sua antiga rotina, tomando aulas de dança, enquanto seu marido retoma sua carreira de fotógrafo de pets.  Uma noite, após as aulas, Masha reencontra Bryan, numa festa aldeã, lhe propondo casamento, dizendo que aceita sua família como ela é, pois a ama. Enquanto uma multidão ao redor os aplaude, eles se beijam e declaram seu amor um pelo outro.

## Elenco
- Dave Annable como Bryan Lighthouse, um fotógrafo de animais e tem um interesse amoroso por Masha, (sua "esposa").
- Katharine McPhee como Masha Nikitin, e tem um interesse amoroso pelo Bryan (seu "marido"). Ela foi raptada por Agente Ross, agente Meyers e Brick.
- Rob Schneider como Ernesto, um piloto de helicóptero insano, primo de Lani.
- Mena Suvari como Tonya, Assistente psicótica de Bryan que tenta várias vezes ter relações sexuais com ele. Mas em vez disso faz sexo com Ernesto.
- Kathy Bates como mãe de Bryan, que incentiva Bryan para tirar a virgindade de Masha.
- Ken Davitian como Vadik Nikitin, pai criminoso de Masha.
- Tia Carrere como Lani, uma garçonete do resort que ajuda Bryan a encontrar a sua "esposa" (Masha Nikitin) . Ela é prima de Ernesto.
- Kevin Dunn como Agente Ross, um dos sequestradores de Masha.
- Vinnie Jones como Brick, mais um dos sequestradores de Masha que ama Masha.
- Howard Bishop como Agente Meyers, o terceiro e último dos sequestradores de Masha.
- Jeanne Rogers como Borislava Nikitin, mãe de Masha.

## Produção
O filme foi filmado no Havaí no início de 2009. O orçamento da produção foi de US$6 milhões. Hawaii Film Partners foi a empresa de produção. Rob Hedden dirigiu a partir de seu roteiro original.

## Música
A maioria das canções usadas no filme são de músicos havaianos. Uma das canções, "Beautiful Stranger", foi co-escrita pela estrela McPhee e os produtores David e Shauna Jackson. A trilha sonora já está disponível no iTunes.